# جوزف مریک
جوزف کَری مریک (به انگلیسی: Joseph Carey Merrick) (زادهٔ ۵ آگوست ۱۸۶۲ - درگذشتهٔ ۱۱ آوریل ۱۸۹۰) که به‌اشتباه با نام جان مریک نیز شناخته می‌شود، یک انسان اهل انگلستان بود که به‌دلیل مشکل فیزیکیِ چهره‌اش به مرد فیل‌نما نیز معروف است. وی احتمالا مبتلا به سندرم پروتئوس بوده که در اثر جهش در ژن «AKT1» پدید می آید.